# 毛萼锦香草
毛萼锦香草（学名：Phyllagathis setotheca var. setotuba）为野牡丹科锦香草属下的一个变种。

## 扩展阅读
- 維基物種上的相關：毛萼锦香草